# Mogliano Veneto
Mogliano Veneto är en ort och kommun i provinsen Treviso i regionen Veneto i Italien. Kommunen hade 27 768 invånare (2018).